# Molí Nou (Gelida)
El Molí Nou (també conegut com La Gelidense) és una antiga fàbrica de paper de Gelida (Alt Penedès) catalogada com a bé cultural d'interès local. El paper que s'hi feia, especialment per a documents oficials i llibres, va ser molt apreciat.

## Història
A finals del segle xviii, com a d'altres viles del Penedès i de l'Anoia, es presentaren a Gelida diverses iniciatives industrials papereres que aprofitaven la força motriu del riu Anoia, la qual fou conduïda per una resclosa i un canal que actualment encara funciona malgrat l'extrema contaminació del riu.
El 1791, Carles Gibert, impressor i llibreter de Barcelona, va establir en emfiteusi diverses propietats al comerciant Fèlix Prat i Quinquer (1737-1802), entre les quals hi havia el Molí Nou: « [...] al efecte de posar corrent [d’aigua] una fàbrica de molí paparer que habia construït en lo terme del lloch de Gelida [...]», i també hi que s’estava construint la resclosa sota una timba. El gener del 1792, Fèlix Prat comprà a Ramon Pasqual i Llopard un terreny per a construir-hi part del rec per a conduir-hi l'aigua del riu Anoia. El febrer, l'Intendent general de Catalunya li concedí la facultat de construir un molí paperer al terme de Gelida, després de la presa que prenia aigua del riu al molí fariner anomenat d’en Marimon, fins a l’heretat de Can Penyella, amb la condició de tenir-lo acabat abans de dos anys.
El 1832, la seva néta Francisca Prat i Ribot, filla del seu fill Maurici Prat i Pruns, i el seu marit Joaquim de Vendrell i de Boneu, vengueren les propietats de Gelida al comerciant Miquel Elias i Vilarrúbia (1766-1841) per 10.000 lliures. A la seva mort el 1841, les llegà a la seva neboda política Rosa Fontanelles i Llucià, casada amb Joaquim Serra i Franch (1780-1864), també comerciant i que administraria el molí. Rosa morí el 1843, i el seu marit el 1864, essent succeïts pel seu nebot Joan Jover i Serra (1823-1879), casat amb Maria Rosa Costas i Llucià. El 1919, el seu fill Joaquim Jover i Costas (1854-1922), marquès de Gelida, vengué la fàbrica de paper a la societat Hijos de José Tayá S. en C.

## Descripció
El nucli antic està format per un gran casal de 4 plantes amb teulada a dues vessants. Els baixos conserven arcades de pedra, portals i voltes catalanes de rajola. Els pisos superior han estat molt alterats. Als anys 1930, i a causa d'un incendi, s'amplià construint una colla de naus noves, i modificant la tradicional arquitectura paperera del nucli antic, principalment els anomenats miradors o assecadors, una rengla de finestretes arran del ràfec de les teulades.